# 岩田弘志
岩田 弘志（いわた ひろし、1925年4月29日 - 2008年7月29日）は、日本の政治家。勲等は勲三等。
北海道庁商工観光部部長、北海道室蘭市長（第19・20・21・22代）などを歴任した。

## 経歴

### 生い立ち
兵庫県姫路市出身。官立浜松工業専門学校（現・静岡大学工学部）を卒業する。北海道庁にて胆振支庁の支庁長や商工観光部の部長を経て、1979年に室蘭市長に当選した。

### 市長として
初当選以降、1995年まで4期16年を務め、白鳥大橋着工という実績を残している。当選当時、60億円を超える不良債務を抱えていた市政の財政赤字を解消するため、初めて外部に財政診断を依頼し、財政再建団体への転落を回避し自主再建の道を選択することで行財政改革を行った。財政健全化の成功、白鳥大橋の着工と市政が軌道に乗った1987年に、新日本製鐵室蘭製鐵所の高炉休止問題が起こる。高度成長期が終焉を迎えている中ではあったが、市をあげた存続運動が実を結び1991年に存続が決定され、日本を代表する特殊鋼基地につなげている。
文化の面ではエンルムマリーナ室蘭の施設と組織を作り、マリンスポーツの推進を図った。後に噴火湾海洋動物観察協会会長を務めている。

### 市長退任後
民主党室蘭支部の初代代表を務めた。また、タイのノーンカーイ県、ルーイ県の生徒らを支援する「タイ東北部奨学基金」にて代表を務め、タイ教育省から表彰された。1999年に勲三等瑞宝章を授与された。2008年7月28日、市内で倒れて意識不明のまま搬送、29日午前2時14分に脳幹出血のため市立室蘭総合病院で死去した。死没日をもって正五位に叙される｡

## 人物
裏千家の茶道を修めた者によって構成される「裏千家茶道裏千家淡交会」では、室蘭支部の支部長を務めた。

## 家族・親族
長男は実業家・ゲームクリエイターの岩田聡であり、ハル研究所の代表取締役社長を経て任天堂の代表取締役社長を務めた。過去に息子がアルバイト先の零細企業にそのまま就職しようとしていると知ると喧嘩になり、心配して大学に説得してほしいと頼み込んだが、当時の担当教員だった榎本肇に諭されて認めたという。

## 略歴
- 1925年 - 誕生。
- 1979年 - 室蘭市長選挙当選。
- 1983年 - 室蘭市長選挙二選。
- 1987年 - 室蘭市長選挙三選。
- 1991年 - 室蘭市長選挙四選。
- 2008年 - 死去。

## 賞歴
- 1997年 - 室蘭市自治功労。

## 栄典
- 1999年 - 勲三等瑞宝章。
- 2008年 - 正五位